# Aritz Laskurain
Aritz Laskurain Arrizabalaga (3 d'octubre de 1979, Soraluze, Guipúscoa), més conegut com a Laskurain, és un jugador professional de pilota basca a mà, en la posició de defensa, per a l'empresa Aspe.
Va debutar l'any 2002 al Frontó Astelena d'Eibar. A finals de desembre de 2014, amb la finalització del contracte amb Asper, es va retirar de la pilota professional; en aquell moment feia 15 mesos que no jugava, a causa d'una artrosi de maluc. Va ser operat el març de 2014, però no es va posar prou en forma per tornar a jugar professionalment.

## Palmarés
- Subcampió per parelles: 2008 (amb Titín III), 2010 (amb Sebastien Gonzalez) i 2012 (amb Xala)